# Споттисвуд, Джон
Джон Споттисвуд (англ. John Spottiswoode; 1565—26 ноября 1639) — архиепископ Глазго (1603—1615) и Сент-Эндрюса (1615—1639), крупнейший церковный деятель Шотландии начала XVII века, идеолог политики «якобитского компромисса».

## Биография
Джон Споттисвуд происходил из семьи протестантских пасторов, его отец был суперинтендантом Лотиана. Получив образование в университете Глазго под руководством Эндрю Мелвилла, отца-основателя пресвитерианства, Джон стал пастором церковного прихода в Калдере, которое ранее занимал его отец. Будучи в молодости одним из сторонников ультра-протестантской партии, Споттисвуд с течением времени постепенно склонялся к более умеренной политике, что позволило ему завоевать доверие сначала одного из придворных, герцога Леннокса, которого Джон сопровождал во время посольства во Францию в 1601—1603 годах, а позднее и короля Якова VI. После вступления Якова на английский престол, Споттисвуд был назначен архиепископом Глазго.
Реформы Якова VI конца XVI — начала XVII веков обеспечили достижение в шотландской пресвитерианской церкви определённого равновесия, удовлетворявшего и королевскую власть и протестантское духовенство. Основные принципы и церковная иерархия пресвитерианства, заложенные Ноксом и Мелвиллом, были сохранены, однако, усилилась власть короля, прежде всего над назначениями и финансовым обеспечением духовенства, и восстановлен епископат. Сложилась система «якобитского компромисса». Джон Споттисвуд стал главным идеологом и решительным защитником этой системы.
Прекрасно знакомый с настроениями шотландского духовенства, архиепископ Споттисвуд стал ведущим экспертом короля в церковных вопросах и вошёл в 1605 году в состав Тайного совета Якова VI. В 1615 году он был избран архиепископом Сент-Эндрюсским и примасом шотландской церкви. Споттисвуд способствовал осуществлению мероприятий, направленных на восстановление прав и влияния епископов, однако, неоднократно убеждал короля отказаться от попыток радикальной перестройки шотландской церкви. Так в 1617 году архиепископ выступил против предложенных королём изменений в пресвитерианскую литургию («Пять пертских статей»), принятие которых под нажимом Якова VI привело к массовым возмущениям и складыванию новой оппозиции. Во многом благодаря влиянию архиепископа на короля, Яков VI в конечном счёте отказался от решительного внедрения «Пяти статей» в церковную практику, что позволило сохранить спокойствие в стране.
В качестве члена Тайного совта Якова VI Споттисвуд активно занимался проблемой подчинения горных кланов центральной власти. В частности, ему удалось убедить короля отказаться от идеи ликвидации клановой системы в шотландском высокогорье и признать клан в качестве общественно-политической единицы, глава которой должен отвечать за порядок и соблюдение законов его членами. В этой связи архиепископ был ярым противником графа Аргайла, наращивавшего свою власть за счёт небольших кланов западной Шотландии.
После вступления в 1625 году на престолы Англии и Шотландии короля Карла I влияние архиепископа Споттисвуда ещё более усилилось. В 1633 году он осуществил коронацию Карла I шотландским королём, а в 1635 году был назначен лорд-канцлером Шотландии, причём впервые за почти столетие со времен протестантской революции этот главнейший, после короля, пост в стране получил священник.
Карл I начал более решительно бороться за утверждение королевских прерогатив в шотландской церкви и активно привлекал епископов на государственные должности. Эта политика, однако, привела к росту недовольства пресвитериан и шотландских баронов, которое вылилось в 1637 году в восстание в Эдинбурге против короля и епископов, быстро распространившееся на всю страну. Когда в 1638 году национальная ассамблея шотландской церкви приняла Ковенант, Споттисвуд попытался смягчить этот манифест, сделав его более приемлемым для короля, однако время было упущено. Восстание развивалось стремительно, и архиепископ был вынужден покинуть Шотландию. Дело всей его жизни было разрушено. В конце 1639 года Джон Споттисвуд скончался в Лондоне.
Перу Джона Споттисвуда принадлежит одна из лучших работ по шотландской истории того времени, «История церкви и государства Шотландии» (опубликована в 1655 году), которая отличается хорошим литературным стилем и структурой, а также большой точностью и разнообразием использованного материала.